# Калмыков, Владимир Алексеевич
Владимир Алексеевич Калмыков (1927—2008) — советский и российский актёр театра и кино, народный артист России (2002).

## Биография
Владимир Калмыков родился 9 декабря 1927 года.
В 1948 году Владимир Калмыков окончил студию при Московском ТЮЗе. С 1951 года в труппе Московского театра юного зрителя (ныне РАМТ).
Умер 27 марта 2008 года. Похоронен на Преображенском кладбище.

## Семья
- Жена — Галина Сергеевна Суворова, актриса Центрального детского театра
  - Дочь — Наталья Владимировна Калмыкова, член Союза театральных деятелей. Муж — Константин Мелик-Авакян (род. 1953), кинорежиссёр, бывший генеральный директор Центральной студии документальных фильмов (ЦСДФ)
    - Внучка — Дарья Калмыкова (род. 1983). Муж (с 2003 по 2015) — Александр Мохов (род. 1963), актёр.

## Признание и награды
- Заслуженный артист РСФСР (11.04.1977)
- Народный артист России (2002)[1]

## Творчество

### Роли в театре
- «Сказки» С. Маршака — Волки («Про козла»); Добрый дед (интермедии)
- «Как закалялась сталь» Ф. Бондаренко по Н. Островскому — Жаркий
- 1952, 1961 «Волынщик из Стракониц» Й. К. Тыла — Франек
- 1952 «Мертвые души» М. Булгакова по Н. Гоголю — Ноздрёв, помещик
- 1952 «Конек-горбунок» П. Маляревского по П. Ершову — Гаврила
- 1953 «Гельголанд зовёт!» А. Кузнецова — Вольф, внук Бахмана
- 1953 «Страница жизни» В. Розова — Костя Полетаев
- 1954 «В добрый час!» В. Розова — Алексей, племянник Авериных
- 1954 «Мещанин во дворянстве» Мольера — Учитель фехтования
- 1955 «Отрочество» С. Георгиевской, Э. Малых — Сердюк, шофер
- 1955 «Мы втроём поехали на целину» Н. Погодина — эпизод
- 1956 «Сказка о сказках» А. Зака, И. Кузнецова — Обезьянки (индонезийская сказка)
- 1956 «Оливер Твист» А. Альмара по Ч. Диккенсу, перевод П. Мелковой — Тоби Крэкит
- 1957 «Борис Годунов» А.С. Пушкина — Гаврила Пушкин
- 1957 «Сказка» М. Светлова — Иван Анисимович, директор института
- 1959 «Вольные мастера» З. Дановской по пьесе В. Розова — Василий
- 1959 «Друг мой, Колька!» А. Хмелика — Сергей Руденко
- 1959 «Торпедный катер 230» Ю. Гутина — Чумичкин
- 1959 «Золотой ключик» А. Н. Толстого — Полицейские бульдоги
- 1960 «Рамаяна» Н. Гусевой — Кумбхакарна, брат Равана
- 1960 «Семья» И. Попова — Огородников, чуваш
- 1961 «Снежок» В. Любимовой — Блейк, отец Джона
- 1962 «Пристань „Кувшинка“» Г. Карпенко — Калиничев
- 1962 «Молодой человек» Н. Ивантер — Михаил, сын Полины Ивановны
- 1964 «Одолень-трава» В. Любимовой — Иван
- 1965 «Дух Фландрии» А. Ладынина по мотивам «Легенды об Уленшпигеле» Шарля де Костера — Кузнец Вастеле
- 1965 «Король Матиуш Первый» Т. Саркисовой, П. Фоменко по Я. Корчаку — Курносый солдат
- 1965 «Начало пути» П. Бернацкого — Бабушкин, рабочий
- 1967 «Двадцать лет спустя» М. Светлова — Семен
- 1967 «Как закалялась сталь» Г. Печникова по Н. Островскому — Шварковский
- 1967 «Любовь Яровая» К. Тренёва — Закатов, протоиерей
- 1968 «Карусель» С. Маршака — Сторож, Писец, Контролер
- 1968 «Питер Пэн» Б. Заходера по Д. Барри — Муллинс
- 1969 «Весёлое сновидение» С. Михалкова — Унылио VII, шахматный король
- 1969 «Жил-был тимуровец Лаптев» А. Хмелика — Папа Вити Лаптева
- 1969 «Удивительный год» М. Прилежаевой — Елизаров Марк Тимофеевич
- 1970 «Московские каникулы» А. Кузнецова — Борис Павлович, отец Алеши
- 1970 «Первая тройка, или Год 2001-й» С. Михалкова — Артамонов Артем Иванович, академик
- 1972 «Сын полка» по В. Катаеву — Енакиев
- 1972 «Первая смена» А. Кучаева — Владлен Степанович, физрук
- 1973 «Двенадцатая ночь, или Что угодно» Шекспира — Антонио
- 1973 «Антонина» Г. Мамлина — Степан Тимофеевич Бармин
- 1974 «Горя бояться — счастья не видать» С. Маршака — Генерал
- 1974 «Итальянская трагедия» А. Штейна по роману Э. Войнич «Овод» — Эдвард
- 1974 «Май не упусти…» Л. Эйдлина по пьесе С. Георгиевской «Лгунья» — Отто Метеала
- 1975 «Альпийская баллада» П. Хомского по В. Быкову — Чернов
- 1975 «Враги» М. Горького — Скроботов Николай, брат Михаила
- 1976 «В дороге» В. Розова — Обходчик
- 1976 «Печальный однолюб» С. Соловейчика — Сумский Игорь Сергеевич, завуч
- 1978 «Всадники со станции Роса» В. Крапивина по пьесе В. Розова — Алексей Борисович
- 1979 «Разговоры в учительской, слышанные Толей Апраксиным лично» Р. Каца, реж. С. Яшин — Андрей Петрович, директор школы
- 1979 «Спроси себя» М. Саенко — Отец
- 1980 «Три толстяка» Ю. Олеши — Капитан
- 1980 «Никто не поверит» Г. Полонского — Отец-лис
- 1982 «Долгое-долгое детство» Р. Исрафилова по М. Кариму — Талип
- 1983 «Отверженные» В. Гюго — Епископ Бьенвеню
- 1984 «Жанетта» Б. Ахматова — Отец
- 1985 «Ловушка № 46, рост второй» Ю. Щекочихина — Майор милиции
- 1985 «Алёша» В. Ежова, Г. Чухрая — Старик Павлов
- 1986 «Тяжёлые дни» А. Островского — Тит Титыч Брусков
- 1987 «Кабанчик» В. Розова — Юрий Константинович
- 1987 «Соучастники» П. Соколова — Волохин, районный прокурор
- 1989 — «Приключения Тома Сойера» Т. Мейсона по М. Твену, режиссёр Джон Крэнни — Судья Тэтчер
- 1989 — «Между небом и землей жаворонок вьется» Ю. Щекочихина — Швейцар
- 1990 — «Дома» В. Розова — Пенкин
- 1992 — «Звёздный мальчик» Н. Давыдовой и Ю. Давыдова по сказке О. Уайльда — Дровосек
- 1994 — «Капитанская дочка» Ю. Еремина по А. Пушкину — Савельич
- 1994 — «Большие надежды» В. Холлингбери по Ч. Диккенсу — Дядя Памблчук
- 1996 — «Маленький лорд Фаунтлерой» Н. Воронова по Ф. Бёрнетт — Хэвишем, адвокат Доринкура
- 2001 — «Лоренцаччо» А. де Мюссе, режиссёр Алексей Бородин — Кардинал Баччо Валори, папский уполномоченный
- 2004 — «Вишнёвый сад» А. П. Чехова, режиссёр Алексей Бородин — Фирс

### Фильмография
- 1961 — Приключения Кроша — Николай Лагутин, автослесарь
- 1964 — Голубая чашка — эпизод
- 1970 — Карлик Нос (фильм-спектакль) — стражник
- 1971 — Шестеро вышли в путь — Отец Елисей
- 1972 — Страница жизни (фильм-спектакль по пьесе В. Розова) — Николай Алексеевич
- 1973 — Пушкинские сказки (фильм-спектакль) — скоморох «Сказка о рыбаке и рыбке»
- 1975 — День открытых дверей (фильм-спектакль) — отец Оли
- 1976 — Король Матиуш Первый Т. Саркисовой, П. Фоменко по Я. Корчаку (фильм-спектакль Российского академического молодёжного театра — РАМТ (ЦДТ)) — курносый солдат
- 1976 — Рамаяна (фильм-спектакль) — Кумбхакарна, брат Равана
- 1982 — Печники — Кузьма Иванович, собеседник в привокзальном буфете
- 1983 — Понедельник — день тяжёлый (фильм-спектакль) — директор клуба
- 1999 — Поворот ключа[3] — Райз
- 2006 — Алмазы на десерт — Матвей Спиридонович